# Sonia Calizaya
Sonia Calizaya (ur. 20 lutego 1976, La Paz) – boliwijska lekkoatletka, biegaczka długodystansowa, olimpijka.

## Igrzyska
Reprezentowała swój kraj na igrzyskach olimpijskich, w Pekinie, startowała w maratonie kobiet zajmując 59 miejsce z czasem 2:45:53.

## Osiągnięcia
- Brązowy medal w biegu na 10 000 metrów na Mistrzostwach Ameryki Południowej w 1999[1]
- Brązowy medal w biegu na 10 000 metrów na igrzyskach boliwaryjskich[2]

## Rekordy życiowe
| Dystans    | Wynik   | Miejsce      | Data             |
| ---------- | ------- | ------------ | ---------------- |
| półmaraton | 1:17:34 | Bogota       | 1 sierpnia 2004  |
| maraton    | 2:45:05 | Buenos Aires | 4 listopada 2007 |